# Johannes Quistorp

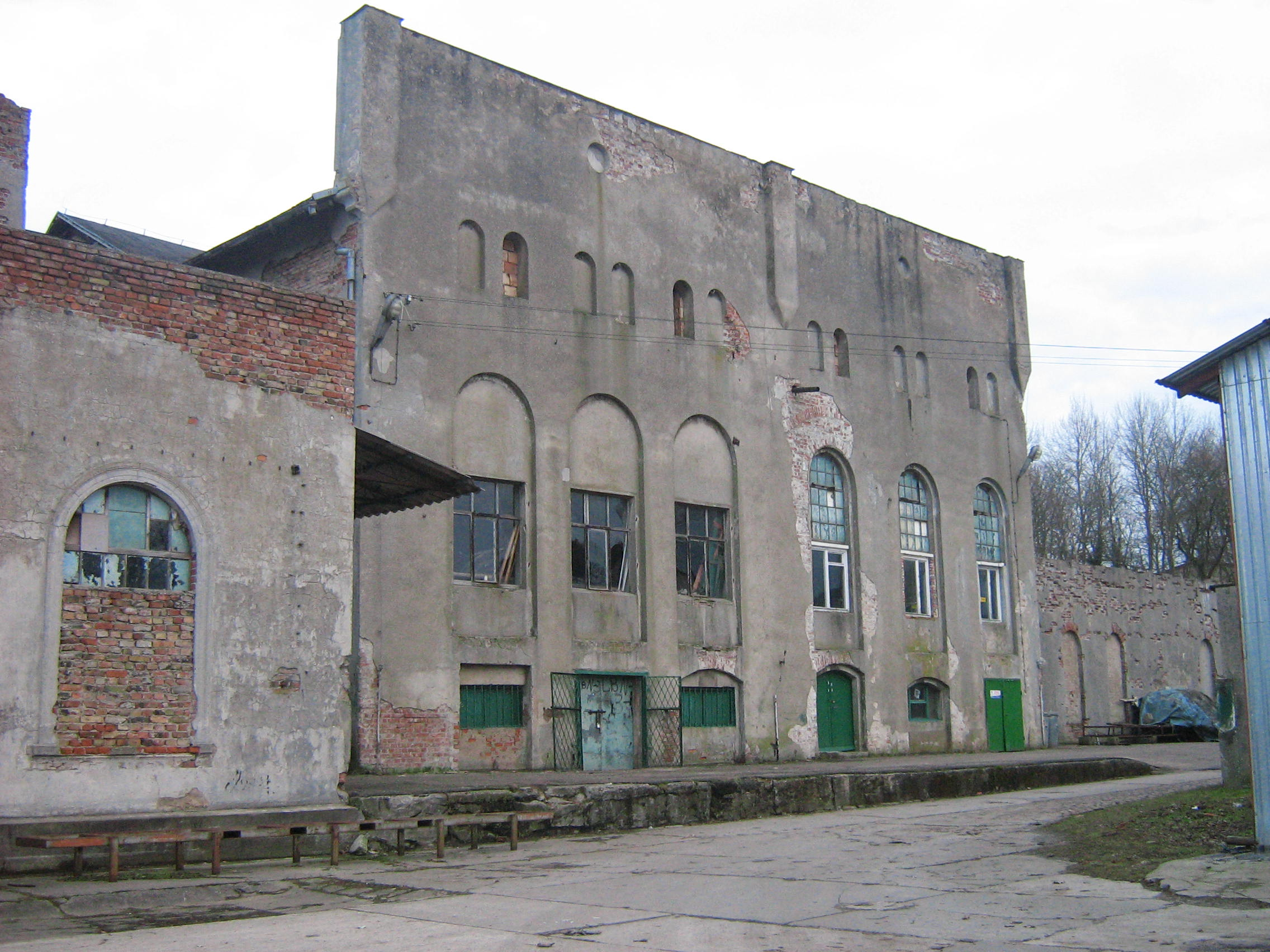
Fabryka cementu portlandzkiego w Lubinie

Johannes Heinrich Quistorp (ur. 14 listopada 1822 w Greifswaldzie, zm. 9 maja 1899 w Szczecinie) – szczeciński przedsiębiorca i posiadacz dóbr ziemskich. Fundator wielu regionalnych przedsięwzięć filantropijnych.

## Życiorys
Johannes Quistorp urodził się 14 listopada 1822 w Greifswaldzie jako najstarszy syn królewskiego komisarza. Będąc szesnastolatkiem zaczął kształcić się w rostockim  przedsiębiorstwie J.G. Michaelis & Sohn, w którym przepracował kilka lat na stanowisku asystenta. W roku 1846 przeprowadził się on do Szczecina, a następnie, po odbyciu rocznej służby wojskowej, nawiązał współpracę z różnymi firmami (m.in. Goldammer & Schleich). W 1850 roku założył własne przedsiębiorstwo. W roku 1852 ożenił się z Wilhelminą Theune (1830-1886). Miał z nią pięcioro dzieci: Marię (ur. 1853), Heinricha (ur. 1856, zginął tragicznie w roku 1880), Johanne (ur. 1858), Luise (ur. 1859), Martina (ur. 1860). W 1888 roku ożenił się po raz drugi z Mathilde Leidloff. 
Był przedsiębiorcą i filantropem. Założył fabrykę cementu portlandzkiego „Lebbin” w Lubinie, która pod jego kierownictwem została przekształcona w przedsiębiorstwo akcyjne. Jako pierwszy z pruskich fabrykantów zadbał o potrzeby socjalne swoich pracowników. Zapewnił im 150 mieszkań firmowych, dom wdowy, bibliotekę i salę klubową. Stworzył w Lubinie „robotniczy instytut edukacyjny” oraz założył stowarzyszenie nabywców (Einkaufsverein), dwuklasową wiejską szkołę i sierociniec. Posiadał również cegielnię parową na Stołczynie oraz dobra ziemskie w Dusewitz, Wittenfelde, Schlietz na Rugii i w Szczecinie. Był założycielem spółki budowlanej i inicjatorem powstania nowych dzielnic na zachodnich przedmieściach Szczecina: Westendu, Neu Westendu i Braunsfelde (obecnie zachodnia część centrum, Łękno i Pogodno). W latach 1852–1866  był konsulem Królestwa Hanoweru. Posiadał tytuł radcy handlowego. Był jednym z pierwszych kapitalistów w Szczecinie i Prusach, który na początku ery industrializacji w XIX wieku angażował się w sprawy socjalne swoich pracowników. Finansował budowę szkół, pensji, schronisk, sierocińców i fundacji. 
Zmarł 9 maja 1899 roku. Pochowany został na cmentarzu, na terenie zakładów Bethanien, przy obecnej ulicy ks. P. Wawrzyniaka. Na miejsce jego pochówku odprowadzały go tłumy mieszkańców Szczecina.

## Przedsięwzięcia filantropijne

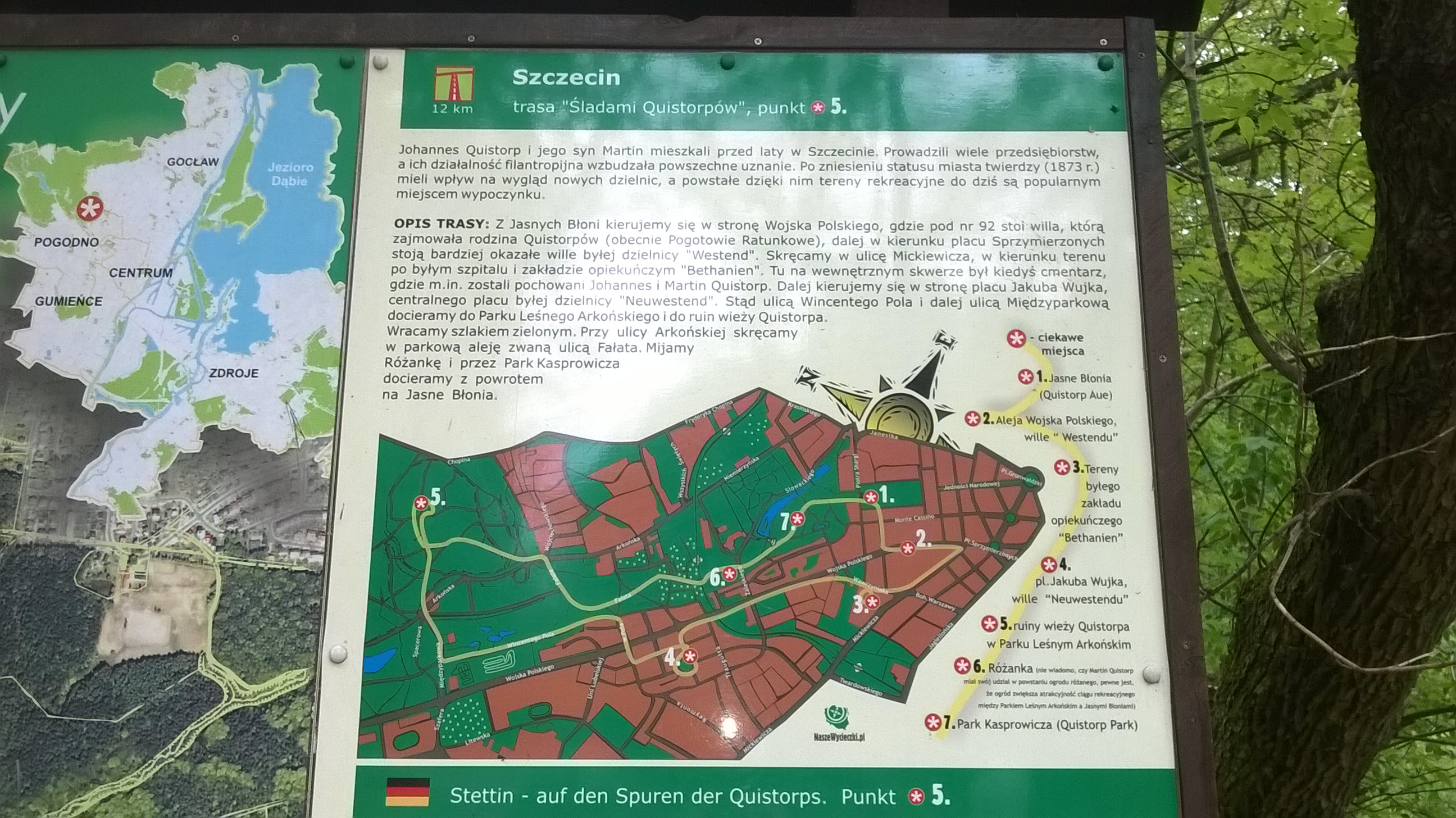
Szlak turystyczny, upamiętniający Johannesa Quistorpa i jego syna Martina, których działalność filantropijna obejmowała m.in. utworzenie w Szczecinie terenów rekreacyjnych

- Ufundowanie kompleksu zakładu opiekuńczego Bethanien w roku 1868 prowadzonego przez siostry diakoniski.
- Przekazanie miastu ziemi, na której zgodnie z jego życzeniem powstał Quistorp Park, obecnie Park Kasprowicza.
- Odstąpienie miastu placu budowlanego przy ulicy Wielkopolskiej 15, z przeznaczeniem pod budowę gimnazjum.
- Naprawa drogi Stołczyn-Glinki we współpracy z F. Jahnem (jesień 1867). Quistorp dostarczył szlakę węglową ze swojej cegielni parowej na Stołczynie;
- Założenie kasy dla wdów i sierot;
- Sfinansowanie budowy szkoły podstawowej w Lubinie;
- Współfinansowanie kilku zakładów opiekuńczych.